# Svát

Mapka Pákistánu se žlutě vyznačeným územím Svátu

Svát (paštó/urdština: سوات) je okres v pákistánské Severozápadní pohraniční provincii. Hlavní město Svátu je Saidu Šaríf, avšak největší město okresu je Míngóra. Díky bohaté přírodní krajině se oblast Svátu stala turisty vyhledávanou pákistánskou oblastí. V minulosti Svát tvořil samostatné knížectví, které však koncem 60. let 20. století zaniklo. Díky svým geografickým podmínkám bývá údolí svátu někdy nazýváno „pákistánské Švýcarsko“. Okres je nazván podle řeky Svát (ze staroindického Suvastu). Významné archeologické památky z období buddhistického království Gandhára.